# Dingle (Iloilo)
Dingle é um município de  primeira classe de renda municipal (d) na província Iloilo, nas Filipinas. De acordo com o censo de 1 de maio  de  2020 possui uma população de 45 965 pessoas e 11 698 domicílios.